# Jacqueline Scott
Jacqueline Sue Scott (Sikeston, Misuri, 25 de junio de 1931 - Los Ángeles, California, 23 de julio de 2020) fue una actriz estadounidense que ha actuado en varias películas y ha sido invitada especial en más de ciento un programas de televisión. Un artículo de la TV Guide se refirió en una ocasión a ella como La más joven veterana en el negocio, porque interpretó la mayor parte de los papeles principales durante los años 60, 70 y 80.

## Biografía
Nació en Sikeston, en el Condado de Scott al sureste de Misuri. Pasó gran parte de su infancia viajando de ciudad en ciudad con su padre, que trabaja para el estado, comprando derechos de paso para carreteras. Asistió a quince colegios de primaria antes de asentarse en Neosho (Misuri), donde realizó sus estudios de educación secundaria.
Con tres años, ganó un concurso de claqué, lo que la llevó a buscar una carrera en el mundo de los negocios. Como entrenamiento, veía cada película que podía, imitando los papeles que interpretaban los actores. Se mudó a San Luis, donde trabajó para una pequeña compañía de teatro, y poco después se mudó a Nueva York donde comenzó su carrera seria. Allí estudió con Uta Hagen. Su primer papel importante en Broadway fue como el de ingenua en la  obra de teatro The Wooden Dish, que protagonizó Louis Calhern. Este papel fue seguido por el de ingenua en la obra La herencia del viento, que protagonizó Paul Muni. Empezó su carrera en televisión actuando junto a estrellas como Helen Hayes. Entre 1958 y 1960, Scott hizo tres apariciones como estrella invitada en Perry Mason.
En la serie de televisión El fugitivo, interpretó a la hermana del Doctor Richard Kimble (David Janssen) en cinco episodios entre 1964 y 1967, incluyendo las dos partes finales, que convirtieron a la serie en el programa mejor valorado de la historia de la televisión.
En julio de 2007, Scott estaba entre las celebridades de la feria de cine Western en Charlotte (Carolina del Norte). También estuvieron en la feria Lynn Borden, Brett Halsey, Rick Lenz, Betty Lynn, Joyce Meadows y Lana Wood.
Falleció en su domicilio de Los Ángeles el 23 de julio de 2020 a causa de un cáncer de pulmón. Tenía ochenta y nueve años.

## Filmografía selecta
- Macabre (1958)
- Firecreek (1968)
- Death of a Gunfighter (1969)
- El diablo sobre ruedas (1971)
- Charley Varrick (1973)
- Empire of the Ants (1977)
- Telefon (1977)
- Jinxed! (1982)

## Apariciones en televisión
- Las calles de San Francisco (1972)
- Starsky y Hutch (1975)
- Sheriff of Cochise
- State Trooper
- Johnny Midnight (1960)
- Dante (1961)
- The Eleventh Hour (1962)
- The Twilight Zone (1963)
- Bonanza (1964)
- Channing
- Temple Houston (1963)
- Stoney Burke como Leora Dawson (1962)
- Laramie
- CHiPs
- Cold Case
- Gunsmoke (9 episodios, varios como la viuda Abelia)
- Marcus Welby, M.D.
- Misión: Imposible
- Perry Mason
- Planet of the Apes
- The Alfred Hitchcock Hour
- El fugitivo (cinco episodios como Donna Kimble Taft)
- The Jamie Kennedy Experiment
- Walt Disney Presents
- The Outer Limits en los episodios "The Galaxy Being", "Counterweight".
- Have Gun - Will Travel
- Richard Diamond, Private Detective
- Los intocables
- Bat Masterson